# Schweizer Fussballmeisterschaft
Die Schweizer Fussballmeisterschaft der Männer ist die nationale Fussball-Meisterschaft des Schweizerischen Fussballverband (SFV). 
Sie wird seit 1897/98 ausgetragen. Schweizer Meister ist seit 1933/34 diejenige Mannschaft, die nach Schluss einer im Ligabetrieb geführten Saison den ersten Tabellenplatz belegt. Davor gab es eine Vorrunde, aufgeteilt in Gruppen nach Regionen und eine Finalrunde, in der die Besten jeder Gruppe gegeneinander spielten.
Im Laufe der über 100-jährigen Geschichte der obersten Schweizer Fussball-Liga hat diese ihren Namen oft gewechselt. 
Übersicht der verschiedenen Namen seit der Gründung der Liga:
- 1897–1930: Serie A / Série A / Serie A
- 1930–1931: 1. Liga / 1re Ligue / Prima Lega
- 1931–1944: Nationalliga / Ligue Nationale / Lega Nazionale
- 1944–2003: Nationalliga A / Ligue Nationale A / Lega Nazionale A
- seit 2003: Super League, seither steht zudem der Name des Hauptsponsors der Liga in der offiziellen Bezeichnung.